# Triplophyllum pilosissimum
Triplophyllum pilosissimum là một loài thực vật có mạch trong họ Dryopteridaceae. Loài này được (J. Sm. ex T. Moore) Holttum miêu tả khoa học đầu tiên năm 1986.